# 軽井沢ガーデンテラス
軽井沢ガーデンテラス（かるいざわがーでんてらす）は、長野県北佐久郡軽井沢町にあるコテージ・キャビン・テントサイトを運営する宿泊施設・キャンプ場である。

## 概要
軽井沢でバーベキューなどができる宿泊施設・キャンプ場を運営する。